# Рыбовалова, Виктория Валентиновна
Рыбовалова Виктория Валентиновна (в девичестве Заболотная; род. 8 апреля 1986, Кривой Рог, Днепропетровская область) — украинская спортсменка (пулевая стрельба по движущейся мишени). Мастер спорта Украины международного класса (2001), Заслуженный мастер спорта Украины (2006). Жена И. Рыбовалова.

## Биография
Родилась 8 апреля 1986 года в городе Кривой Рог.
В 2008 году окончила Днепропетровский государственный институт физической культуры и спорта.

## Спортивная карьера
- Призёр чемпионатов мира:
  - 1-е место в командном зачёте (Загреб, Хорватия, 2006);
  - дважды 1-е место в командном, 2-е место в личном зачёте (Пльзень, Чехия, 2008);
  - 1-е место в командном, 2-е и 3-е место в личном зачёте (Хейнола, Финляндия, 2009).
- Бронзовый призёр чемпионата Европы в личном зачёте (Прага, Чехия, 2008);
- Чемпионка Европы (2002—2003);
- Серебряный призёр первенства мира среди юниорок (2002);
- Многократная победительница и призёр чемпионатов Украины.

Воспитанница отделения пулевой стрельбы Коммунального внешкольного учебного заведения «Детско-юношеская спортивная школа № 7» Криворожского городского совета.
С 1997 года выступала в городе Кривой Рог за спортивное общество «Украина», дочернее предприятие «Мастер-спорт» и областную школу высшего спортивного мастерства.
Тренеры — Г. Чапала, А. Палиенко, Е. Меркулов.
Член национальной сборной Украины по пулевой стрельбе (2018, 2019).
В 2019 году внесена в реестр спортивных рекордов по признанным в Украине видам спорта Министерства молодёжи и спорта Украины.

## Награды
- Мастер спорта Украины международного класса (2001);
- Заслуженный мастер спорта Украины (2006);
- Знак «За заслуги перед городом» (Кривой Рог) 3-й степени.